# Gomma nitrilica

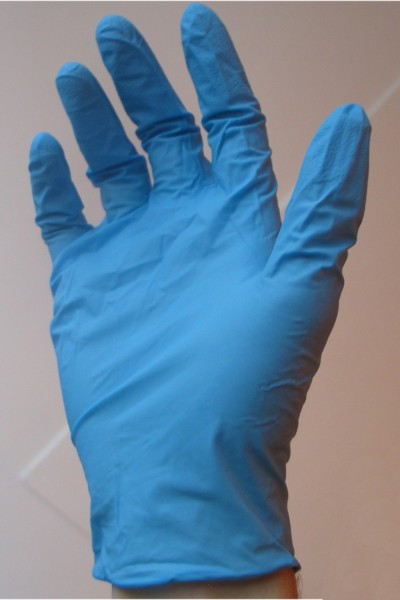
Guanto monouso in gomma nitrilica

La gomma nitrilica è una gomma sintetica ottenuta dalla copolimerizzazione dell'acrilonitrile con il butadiene.

## Proprietà e utilizzo
Anche se le proprietà fisiche e chimiche variano a seconda della composizione del copolimero, questa forma di gomma sintetica è generalmente resistente a olio, carburanti e altre sostanze chimiche. La sua resistenza la rende un materiale utile per la fabbricazione di guanti usa e getta da laboratorio e da esame.